# Sead Islamović
Sead Islamović (in serbo Сеад Исламовић?; Novi Pazar, 24 settembre 1999) è un calciatore serbo, centrocampista del P'yownik.

## Carriera
Il 20 luglio 2019 ha esordito in Superliga con il Radnik Surdulica, disputando l'incontro perso per 2-1 sul campo del Mladost Lučani.

## Statistiche

### Presenze e reti nei club
Statistiche aggiornate al 4 gennaio 2023.
| Stagione        | Squadra          | Campionato      | Campionato | Campionato | Coppe nazionali | Coppe nazionali | Coppe nazionali | Coppe continentali | Coppe continentali | Coppe continentali | Altre coppe | Altre coppe | Altre coppe | Totale | Totale |
| Stagione        | Squadra          | Comp            | Pres       | Reti       | Comp            | Pres            | Reti            | Comp               | Pres               | Reti               | Comp        | Pres        | Reti        | Pres   | Reti   |
| --------------- | ---------------- | --------------- | ---------- | ---------- | --------------- | --------------- | --------------- | ------------------ | ------------------ | ------------------ | ----------- | ----------- | ----------- | ------ | ------ |
| gen.-giu. 2018  | Novi Pazar       | 1L              | 5          | 0          | CS              | -               | -               |                    | -                  | -                  |             | -           | -           | 5      | 0      |
| 2018-2019       | Novi Pazar       | 1L              | 34         | 2          | CS              | 1               | 0               |                    | -                  | -                  |             | -           | -           | 35     | 2      |
| lug.-ago. 2019  | Radnik Surdulica | SL              | 2          | 0          | CS              | -               | -               |                    | -                  | -                  |             | -           | -           | 2      | 0      |
| ago.-dic. 2019  | Novi Pazar       | 1L              | 14         | 0          | CS              | 1               | 0               |                    | -                  | -                  |             | -           | -           | 15     | 0      |
| gen.-giu. 2020  | Radnik Surdulica | SL              | 3          | 0          | CS              | 1               | 0               |                    | -                  | -                  |             | -           | -           | 4      | 0      |
| 2020-gen. 2021  | Radnik Surdulica | SL              | 4          | 0          | CS              | 0               | 0               |                    | -                  | -                  |             | -           | -           | 4      | 0      |
| gen.-giu. 2021  | Novi Pazar       | SL              | 16         | 0          | CS              | -               | -               |                    | -                  | -                  |             | -           | -           | 16     | 0      |
| 2021-2022       | Novi Pazar       | SL              | 26         | 1          | CS              | 3               | 1               |                    | -                  | -                  |             | -           | -           | 29     | 2      |
| 2022-gen. 2023  | Novi Pazar       | SL              | 17         | 1          | CS              | 1               | 0               |                    | -                  | -                  |             | -           | -           | 18     | 1      |
| 2023            | BATĖ Borisov     | VL              | 0          | 0          | CB              | 0               | 0               | UECL               | 0                  | 0                  |             | -           | -           | 0      | 0      |
| Totale carriera | Totale carriera  | Totale carriera | 121        | 4          |                 | 7               | 1               |                    | 0                  | 0                  |             | -           | -           | 128    | 5      |